# Pavel Petrovitch Pahlen
Le comte Paul Karl Ernst Wilhelm Philipp von der Pahlen (en russe : Па́вел Петро́вич Па́лен, Pavel Petrovitch Pahlen), né le 14 juillet 1775 (25 juillet dans le calendrier grégorien) à Kauzmünde (en) et mort le 28 janvier 1834 (9 février dans le calendrier grégorien) à Moscou, est un général de cavalerie de l'armée impériale russe.

## Biographie

### Origine et famille
Paul était membre d'une lignée courlandaise de la famille von der Pahlen. Ses parents sont le ministre russe des Affaires étrangères Peter von der Pahlen (1745-1826) et Juliane, née op dem Hamme dit Schoeppingk (1750-1814). Le général russe de cavalerie Peter von der Pahlen (1777–1864) et le diplomate russe Friedrich von der Pahlen (1780–1863) sont ses frères.
Paul s'est marié trois fois. D'abord en 1803 avec Maria comtesse Skovronska (1782-1807), puis — veuf — en 1808 avec Agrafena, divorcée Lermontova, née Ozerova (1791-1810) et enfin avec la comtesse Catherine Orlova-Denissova († 1853).
Ses enfants : 
- Julia (1803-1875), ⚭ 1825 Comte Nikolaï Alexandrovitch Samoïlov (1800-1842), capitaine du régiment Préobrajensky ;
- Nikolaus (1817-1849), Héritier de Kautzemünde, ⚭ NN Soloviova ;
- Catherine (* 1818), ⚭ 1850 Prince Ivan Grigorievitch Grouzinski (1826-1880) ;
- Elisabeth (* 1819), ⚭ 1839 Prince Gregor Dadian-Mingrelski (1798-1851), lieutenant russe ;
- Helena (1820-1874), ⚭I Arkadius Boldarev / Boldirev († 1858), général de division russe ; ⚭II 1858, Fiodor Platonovitch Goloubtsoc (* 1824), chambellan russe ;
- Olga.

### Carrière
Pahlen sert dans la garde à cheval à Saint-Pétersbourg à partir de 1782 et passe en 1790 en tant que capitaine de cavalerie à la cavalerie de ligne. En 1792, il est maître des provisions et participe à la répression de l'insurrection de Kościuszko de 1794 à 1795. En 1796, il se trouve en Transcaucasie, où il devient lieutenant-colonel la même année.
Son ascension au grade de colonel en 1798 est suivie de celle de général de division en 1800, en même temps qu'il devient chef du régiment de hussards « Pahlen II » qui porte son nom. Vers 1801, il devint le commandant du Régiment de dragons de Dorpat. En décembre 1806, il part avec l'armée de Moldavie combattre les Ottomans. Ici, il reçoit l'Ordre de Saint-George de IVe classe en 1807 et en 1810 de IIIe. Il commande la 2e division de cavalerie avant de prendre part au siège de Thorn, à la bataille de la Katzbach, à la bataille de Leipzig (1813) et à la campagne de France en 1813, où il est promu Lieutenant général. Pendant l'insurrection de Novembre, il commande le général 2e Corps d'infanterie, et ce jusqu'en 1834. La promotion au rang de général de cavalerie s'ensuit. 
À partir de 1827, il était le maître des domaines courlandais de Kautzemünde, Aahof, Dsirkaln, Islitz et Esserhof. 